# Santos Fernando
Santos Fernando, pseudónimo de Fernando dos Santos (Lisboa, 22 de janeiro de 1927 - Lisboa, 13 de dezembro de 1975) foi um escritor português do século XX, que primava pelo tom humorístico dos seus textos.

## Vida e obra
Santos Fernando desde cedo dedicou o tempo que sobrava do seu emprego administrativo nos Adubos Potássicos à escrita para os mais variados meios, a solo ou em colaboração com o seu amigo Ferro Rodrigues (pai do político Eduardo Ferro Rodrigues): rádio, cinema, televisão, jornais, teatro de revista e livros.  
Destacam-se os textos escritos para o teatro de revista do Parque Mayer, para os Parodiantes de Lisboa, de que foi um dos fundadores, e para o jornal humorístico brasileiro O Pasquim. Cruzou-se com diversas figuras do meio literário e artístico português, entre os quais Vítor Silva Tavares,  Luiz Pacheco, que, a par de Ferro Rodrigues, escreveu um texto de homenagem publicado pelo Diário Popular um ano após a morte de Santos Fernando.
Na criação literária de Santos Fernando, que viu treze livros publicados em vida,  predomina a prosa humorística e satírica, expressa quer em textos curtos - contos e crónicas, destacando-se as que semanalmente escrevia para o Diário Popular, recolhidas no volume Os Grilos não Cantam ao Domingo - quer em obras de maior fôlego, como Tempo de Roubar, Os Cotovelos de Vénus, Consolação Número Três, A Sopa dos Ricos e o seu último livro, Sexo 20, publicado poucos meses antes da sua morte.